# Li Chunyang
Dans ce nom chinois, le nom de famille, Li, précède le nom personnel.
Pour les articles homonymes, voir Li.
Li Chunyang, né le 2 février 1968 à Shantou, est un gymnaste artistique chinois.

## Carrière
Li Chunyang dispute deux éditions des Jeux olympiques ; en 1988 à Séoul, il est quatrième du concours par équipes et en 1992 à Barcelone, il obtient la médaille d'argent par équipes, la huitième place au sol et la 18e place au concours général individuel.
Il remporte la médaille d'argent par équipes aux Championnats du monde de gymnastique artistique 1987 à Rotterdam. Aux Championnats du monde de gymnastique artistique 1989 à Stuttgart, il est médaillé d'or à la barre fixe et médaillé de bronze au sol et par équipes. Il est médaillé d'or à la barre fixe et médaillé d'argent par équipes aux Championnats du monde de gymnastique artistique 1991 à Indianapolis.
Aux Jeux asiatiques de 1990 à Séoul, il obtient la médaille d'or par équipes ainsi que deux médailles d'argent, au sol et aux anneaux.